# 효창운동장
효창운동장(孝昌運動場, Hyochang Stadium)은 대한민국 서울특별시에 있는 스포츠 시설이다. 서울 시민에게 오랜동안 이용되고 있는 도심의 대표적인 체육시설로 보존가치를 인정받아 2013년에 서울 미래유산으로 등재됐다.

## 역사
본래 1956년에 효창공원에 있는 독립운동가들의 묘를 다른 곳으로 이장하고 그 자리에 운동장 건립할 계획을 수립했지만, 사회 기관 단체, 여론, 국회의 반대로 무산되었다. 1959년 6월 AFC 아시안컵의 대한민국 유치가 확정되자, 대한민국의 이승만 대통령은 효창공원에 축구 경기장을 짓도록 지시한다. 한달 뒤 1959년 7월 14일 이기붕 대한체육회장을 위원장으로 하는 국제 축구 경기장 건설 위원회가 구성된 후 효창공원 내 7,822평의 부지를 확보하고 1959년 11월 19일 축구장 건설에 들어갔다. 경기장은 건물형 구조물이 아니라 언덕을 깎아내고 흙을 돋우어 관중석을 설치하는 설계법으로 공사 비용을 줄일 수 있었다.
1960년 10월 12일 개장 기념으로 경평 OB전이 열렸고, 그 해 10월 14일 1960년 AFC 아시안컵이 개최되었다. 완공 당시는 천연 잔디 경기장이었으나 이 후 잔디 관리가 제대로 되지 않아 표면이 흙바닥과 같은 상태가 되었고, 1983년 4월 1일 인조잔디, 조명탑, 조명 시설 등의 개보수 공사 기공식을 하였으며
10월 3일 완공식을 가지고 브라질, 아르헨티나, 멕시코를 초청해 4개국 청소년 축구 대회를 열었다.

## 특징
효창운동장은 대한민국 최초의 국제 규격 축구 경기장이다. 완공 당시 축구장을 둘러싼 타원형의 관중석으로 구성된 축구 전용 경기장이었지만, 축구장을 둘러싼 보행주로 때문에 관중석에서의 시야는 종합운동장에 비해 그리 좋은 편이 아니다. 현재는 400m 육상 트랙이 설치되어 있다.

## 정치적 보복
1956년 정부에서 독립운동가들의 묘가 있는 효창공원에 다른 곳으로 이장하고 효창운동장을 건립하겠다는 발표를 하자 6월 9일 대한민국 국회에서 김두한 의원은 "선열에 대해서는 물질보다 추모의 정신으로 보답해야 만큼 우선 정부는 분묘에 대한 모든 절차를 결정한 후에 운동장 설비공사에 착수했어야 할 것이라."라고 말하고 "효창공원의 선열 묘지는 성묘이다. 이 성묘를 함부로 파서 헐어 트리는 것은 생명을 조국광복에 바친 선열에 대한 도리가 아니다."라고 피력하였다. 공사중지건의안은 여야 만장일치로 통과되었다.
1961년 5.16 군사정변으로 정권 잡은 박정희 정권 역시 골프장을 만들려는 공사를 시도했지만 유족들의 반대와 대통령의 뜻에 무산되었지만, 효창공원에 반공투사 위령탑, 김구의 묘 옆에 노인회관을 세웠다.
 하지만 박정희 대통령은 독립유공자 사업 시작하고 김구 안중근 기념관을 남산에 세우기도 했다.

## 기록

### 1960년 AFC 아시안컵
| 날짜             | 팀 1     | 스코어 | 팀 2     | 라운드 |
| ---------------- | -------- | ------ | -------- | ------ |
| 1960년 10월 14일 | 대한민국 | 5 - 1  | 남베트남 |        |
| 1960년 10월 16일 | 중화민국 | 2 - 0  | 남베트남 |        |
| 1960년 10월 17일 | 대한민국 | 3 - 0  | 이스라엘 |        |
| 1960년 10월 19일 | 이스라엘 | 5 - 1  | 남베트남 |        |
| 1960년 10월 21일 | 대한민국 | 1 - 0  | 중화민국 |        |
| 1960년 10월 23일 | 이스라엘 | 1 - 0  | 중화민국 |        |

### 1962년 FIFA 월드컵 예선 대륙간 플레이오프
| 날짜             | 팀 1     | 스코어 | 팀 2         | 라운드      |
| ---------------- | -------- | ------ | ------------ | ----------- |
| 1961년 11월 26일 | 대한민국 | 1 - 3  | 유고슬라비아 | UEFA vs AFC |

## 참고 문헌
- “효창운동장”. 서울특별시체육시설관리사업소.
- 〈효창운동장〉. 《한국민족문화대백과사전》. 한국학중앙연구원.
- 〈효창운동장〉. 《두피디아》. 두산.
- 《전국 공공체육 시설 현황 (2017년말 기준)》. 대한민국 문화체육관광부. 2019.
- 《2023 전국 공공체육시설 현황 (2022년 12월말 기준)》. 대한민국 문화체육관광부. 2024.

## 같이 보기
- 서울월드컵경기장
- 서울종합운동장
- 목동운동장
- 동대문운동장
- 효창공원